# Anchon proximus
Anchon proximus är en insektsart som beskrevs av Victor Antoine Signoret. Anchon proximus ingår i släktet Anchon och familjen hornstritar. Inga underarter finns listade i Catalogue of Life.